# Flyak
Il flyak è un tipo di kayak con delle alette da aliscafo montate al di sotto della chiglia.
Questo accorgimento gli permette di sollevarsi con lo scafo dal pelo dell'acqua riducendo così l'attrito aumentando la velocità che può arrivare persino a 27.2 km/h.

## Forma e principi di funzionamento
I flyak sono dotati di due fini alette idrodinamiche  attaccate alla chiglia che rimangono al di sotto della superficie dell'acqua.
Il funzionamento del flyak si basa sul principio di ottenere la forza di sostentamento del mezzo attraverso la portanza generata dalla parte immersa delle ali collegate inferiormente allo scafo.
Alle basse velocità, un flyak si comporta come un kayak convenzionale. Man mano che la velocità aumenta, la pressione dell'acqua sotto le ali, unita alla depressione che si forma sopra le stesse, genera una forza di portanza opposta al peso del mezzo, che oltre una certa velocità, è sufficiente alla completa fuoriuscita del suo scafo dall'acqua. Le uniche parti che rimangono immerse, sono quindi solo le ali e relativi "strut" di collegamento di queste con lo scafo. Quando lo scafo risulta del tutto sollevato solitamente a circa 15 cm dall'acqua, la sola resistenza di avanzamento è quella prodotta dalle ali che lo tengono sollevato, resistenza inferiore a quella che lo stesso avrebbe prodotto (a pari velocità) nel caso fosse rimasto immerso.

## Storia del mezzo
Il primo flyak fu ideato da Einar Rasmussen e Peter Ribe, due canoisti norvegesi, nel 2005.
L'idea alla base era già stata usata per imbarcazioni sia a motore che sospinti da forza umana, ma il progetto flyak fu il primo a commercializzare il prodotto. Il costo si aggira sui 2500 dollari.

## Competizioni
Il 13 novembre del 2005 fu organizzata una sfida tra un flyak K1 con a bordo l'atleta olimpico Andreas Gjersøe contro un K4 (kayak convenzionale a quattro posti). La gara prevedeva una distanza di 200 m da percorrere in sprint.
Il risultato diede il flyak vincitore con quasi due metri di vantaggio rispetto all'altra imbarcazione.
La competizione fu trasmessa dal programma australiano "Beyond Tomorrow" nel 2006. Si stima che un kayak K1 di tipo tradizionale avrebbe perso la gara con uno svantaggio di circa 5 secondi.